# Babérvirágúak
A babérvirágúak (Laurales) a virágos növények egy viszonylag ősi rendje. A zárvatermők bazális helyzetű csoportja, a liliomfa-virágúakhoz (Magnoliales) kapcsolódik, régebben oda is sorolták egyes rendszerezések.
A rend 7 növénycsalád 85-90 nemzetségének 2500-2800 faját tartalmazza, többnyire trópusi vagy szubtrópusi fákat és cserjéket, bár néhány nemzetsége a mérsékelt égöv alatt is megtalálható. Legismertebb képviselői a fahéj, avokádó, babér, Sassafras és a Calycanthus.
Virágonként csak egy magkezdeményük van. A többi zárvatermőtől eltérően és a nyitvatermőkhöz hasonlóan leveleikbe nem három, hanem csak egy nyomnyaláb lép ki a szárból. Körönként általában három virágalkotó levelük van; a virágtakarójuk lepel. Jellemző rájuk a magas illóolajtartalom és a virágkocsány csészeszerű kiöblösödése (vacokkehely). Termésük bogyó vagy csonthéjas.

## Rendszerezésük
A legkorábbi ismert babérvirágú fosszíliák a korai kréta korból származnak. Valószínűnek látszik, hogy éppen a rend ősi eredete az oka a rend morfológiai széttartóságának. Valóban, egyetlen olyan morfológiai bélyeg sem ismert, ami valamennyi Laurales-taxonra jellemző lenne. Emiatt korábban a botanikusok körében vitatéma volt a rend helyes leírása. A jelenleg elfogadott osztályozás az újabb, molekuláris és genetikai analíziseken alapszik.

### Újabb rendszerezés
Az APG II (Angiosperm Phylogeny Group) osztályozása alapján a rend a magnoliids klád tagja, azaz nem tartozik a valódi kétszikűek kládba. A következő családokat sorolják ide:
- Atherospermataceae
- Calycanthaceae
- Gomortegaceae
- Hernandiaceae
- Lauraceae
- Monimiaceae
- Siparunaceae

### Hagyományos rendszerezés
A hagyományos rendszerezések a rendet a kétszikűek (Magnoliopsida v. Dicotyledonopsida) osztályába sorolták.
A Cronquist-rendszer ebbe a rendbe sorolja továbbá a következő családokat (a jelenlegi osztályozást zárójelben említjük):
- Amborellaceae (Amborellales rend)
- Aucubaceae
- Cassythaceae
- Gyrocarpaceae
- Idiospermaceae (= Calycanthaceae pro parte)
- Monimiaceae (Cronquist ide sorolta az Atherospermataceae és a Siparunaceae tagjait is)
- Trimenacheae (bazális helyzetű, rendbe nem sorolt taxon)

A Dahlgren-rendszer az Austrobaileyaceae családot is ide sorolta.